# Безперервно-стрижнева бойова частина

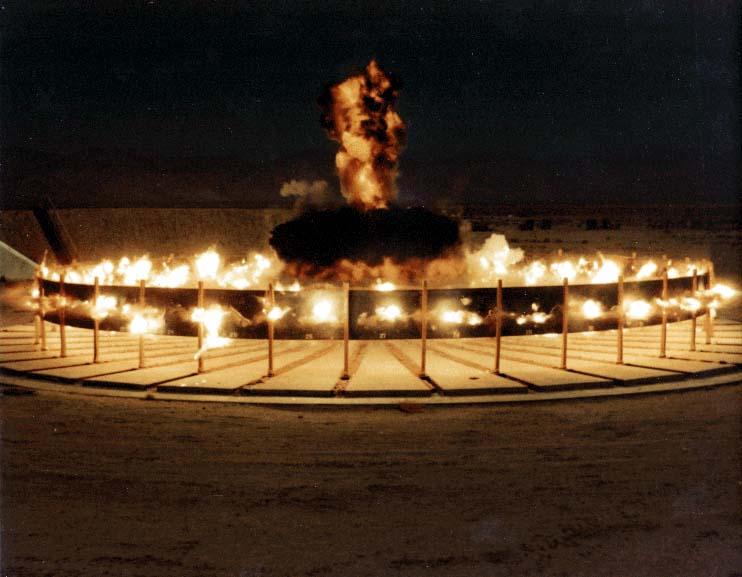
Випробування безперервно-стрижневої бойової частини, 1972 рік на станції військово-повітряних озброєнь China Lake.

Безперервно-стрижнева бойова частина — бойова частина, якій властива кільцева структура осколкового вибуху. При вибуху осколки утворюють коло, яке при розширенні прорізає ціль. Застосовується в зенітних і протиракетних установках .

## Ранні зенітні боєприпаси
Гвинтівкові та кулеметні кулі застосовувалися проти військових літаків ще під час Першої світової війни. Артилерія застосовувалася при польотах авіації на висотах вищих, ніж досягають гвинтівкові та кулеметні кулі. Оскільки ймовірність справжнього влучення артилерійського снаряда в літак була невеликою, снаряди налаштовували так, щоб вони вибухали приблизно на висоті літака,  викидаючи зливу осколків поблизу місця вибуху. Подібна протиповітряна зброя з більшими калібрами, вищою швидкострільністю та вдосконаленими детонаторами продовжувала використовуватися під Другої світової війни . Кулі та дрібні осколки часто пробивали невеликі отвори в планері літака. Якщо куля чи осколок не влучили в пілота чи в якусь критичну частину літака (наприклад, паливопровід, частину системи охолодження двигуна, критично важливий дріт або гідравлічну лінію, що приводить в дію керуючі поверхні), літак залишався працездатним.
Деякі зенітні артилерійські снаряди розривалися на довгі тонкі осколки, щоб завдати більшої шкоди планеру. Отвори, утворені такими осколками, з більшою ймовірністю спричинили руйнівне порушення повітряного потоку навколо високошвидкісного літака. Але при меншій кількості осколків від бойової частини однакового розміру ймовірність попадання ставала меншою. Проблема загострилась після Другої світової війни, коли замість гармат були розроблені зенітні ракети. Менша кількість ракет вимагала б покращеної бойової частини, щоб відповідати ймовірності знищення літака більшою кількістю артилерійських снарядів, потенційно перенесених зброєю такого ж розміру та вартості. Концепція складеної безперервно-стрижневої бойової частини була запропонована в 1952 році. Лабораторія прикладної фізики Університету Джона Гопкінса винайшла безперервну розширювальну стрижневу бойову частину при виконанні контракту з військово-морським флотом у рамках розробки програми протиповітряної та протиракетної оборони ВМС США. Подробиці устрою бойової частини лишались цілком таємними, аж поки не зникла потреба в її використанні. 

## Конструкція
Парна кількість окремих сталевих стрижнів, розташованих паралельно, утворює циліндр. Кінці стрижнів зварюють між собою: перший стрижень і другий стрижень зварюють разом зверху, другий і третій знизу і так далі, аж поки останній стрижень не зварять з першим.

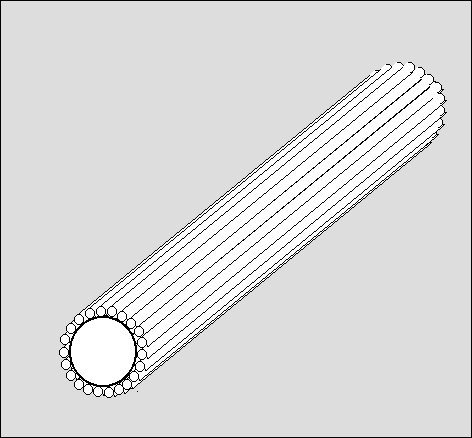
Стрижні, розташовані на оправці перед зварюванням (показано один шар)
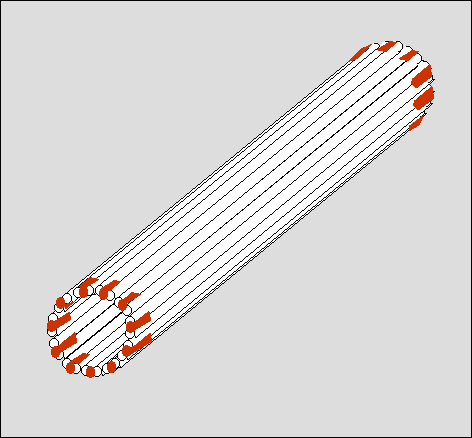
Почергові зварні шви завершені та готові до приймання вибухівки
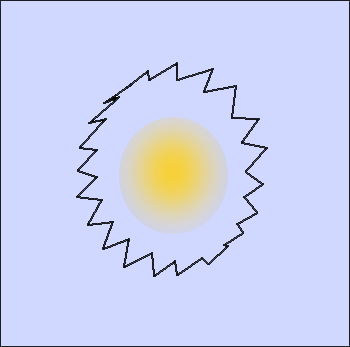
Зображення розширення стрижнів внаслідок детонації вибухових речовин
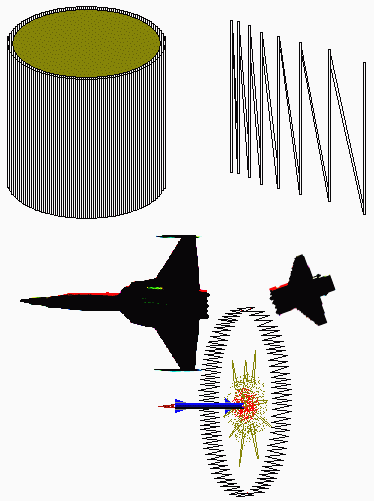
Використання та ефекти (перебільшені)

## Дія

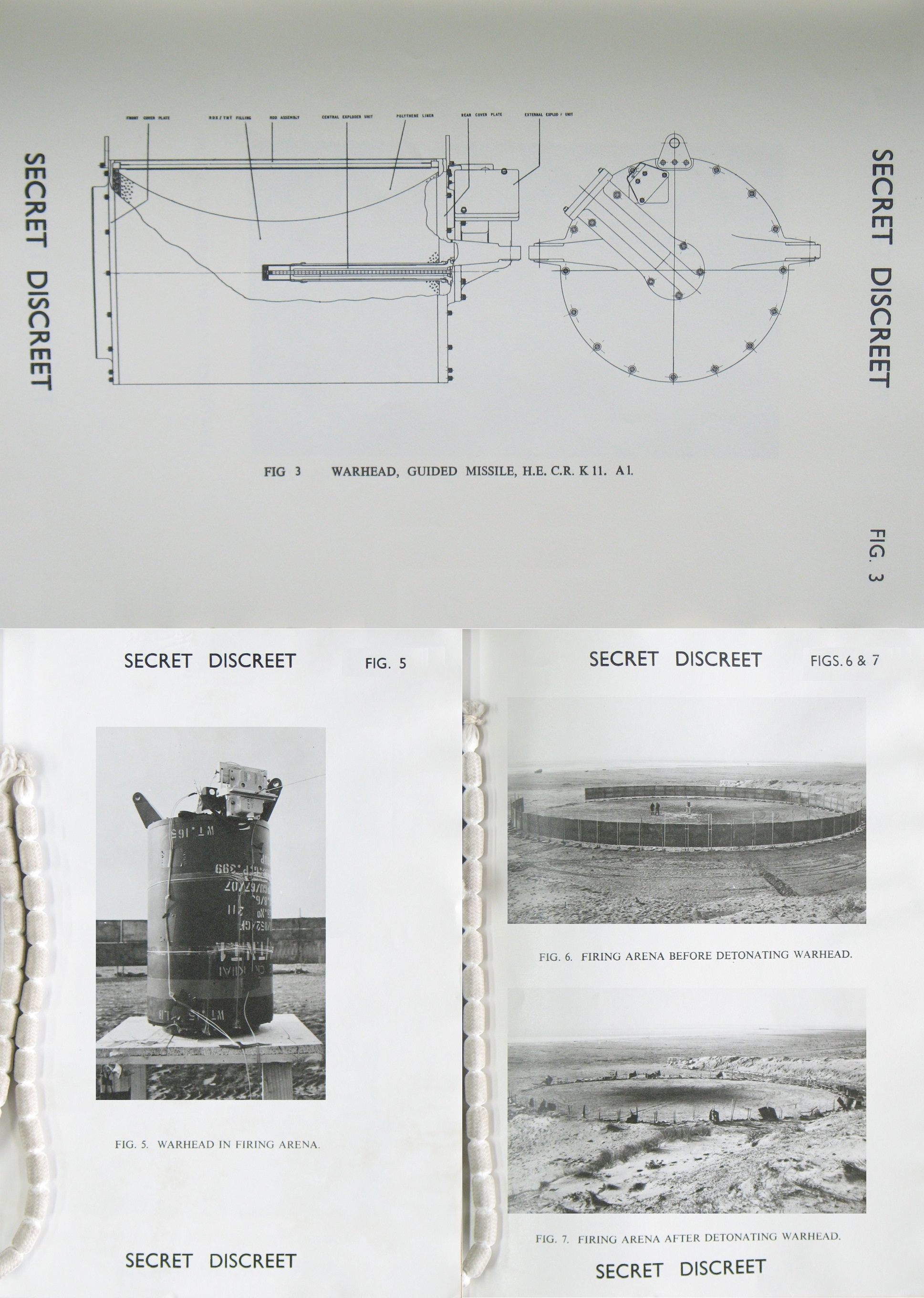
Фото до та після детонації безперервно-стрижневої бойової частини K11A1, призначеної для RAF Bloodhound Mk.2

Під час детонації вибухова речовина надає імпульс стрижням, штовхаючи їх назовні по колу, що розширюється. Хвиля тиску від вибухової речовини повинна рівномірно діяти на стрижні по всій довжині, тому використовується відповідний заряд для формування ударної хвилі, подібної до утворюваної  лінзою вибухової речовини. Стрижні досить м’які (пластичні), щоб мати змогу кільцю розширюватись без руйнування стрижнів або зварних з’єднань. Швидкість детонації обмежена до 1150 м/с,  даючи змогу стрижням згинатися замість руйнування. У деякій проміжній точці кільце матиме вигляд зигзагоподібної (перемінний напрямок) циліндричної оболонки. Після остаточного розширення кільце є круглим і міститься в площині. Після цього кільце розірветься і, зрештою, утворюючи один або кілька лінійних фрагментів. Оскільки сумарний імпульс стрижня відносно ракети приблизно дорівнює  нулю, його ефективність швидко зменшуватиметься, коли розірване кільце розширюватиметься. 
Це кільце, що швидко розширюється, при потраплянні в літак може бути ефективнішим, ніж еквівалентна осколкова бойова частина.  Частини літака, перехоплені розширювальним кільцем безперервно-стрижневої бойової частини, отримають суцільний розріз обшивки, керуючих аеродинамічних поверхонь, а також кабелів, що знаходяться під ними, гідравлічних ліній чи інших критично важливих елементів конструкції. Це може спричинити відмову або порушити резервування систем літака. Ефект виражений лише до тих пір, поки кільце не розірвано, тому використовують кілька шарів стрижнів для збільшення ефективного радіусу.
При проектуванні зенітного ракетного комплексу Mauler моделювання методом Монте-Карло на найсучаснішому на той час комп'ютері IBM 650 показали, що безперервно-стрижнева бойова частина, певно, буде менш ефективною, ніж осколкова. Подальші реалізації показали протилежне.